# Tour d'ivoire

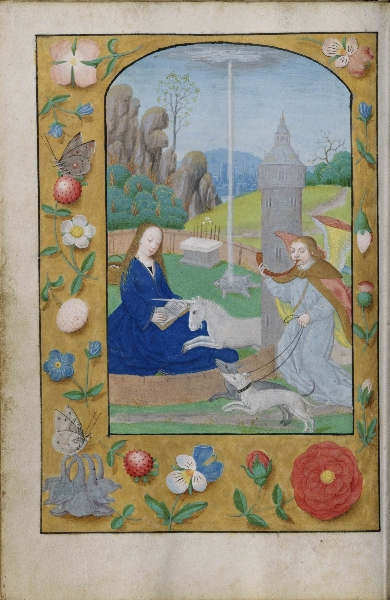
Une tour d'ivoire en tant que symbole de Marie, dans Annonciation de la chasse à la Licorne (ca. 1500), tirée d'un livre d'heures néerlandais.

Tour d’ivoire (en latin Turris eburnea) est un des vocables de la Vierge Marie, mère de Dieu. Il fait partie des titres mariaux par lesquels la mère du Christ est invoquée dans la prière litanique qui porte son nom. Il a sa première origine dans le Cantique des Cantiques [Ct.7:5] pour exprimer, lyriquement, la beauté du cou et du visage féminin.
Depuis le XIXe siècle, la locution nominale est également utilisée pour désigner un environnement intellectuel - ou simplement humain - tellement isolé et protégé qu'il empêche la personne concernée de prendre une décision correcte.

## Usage religieux

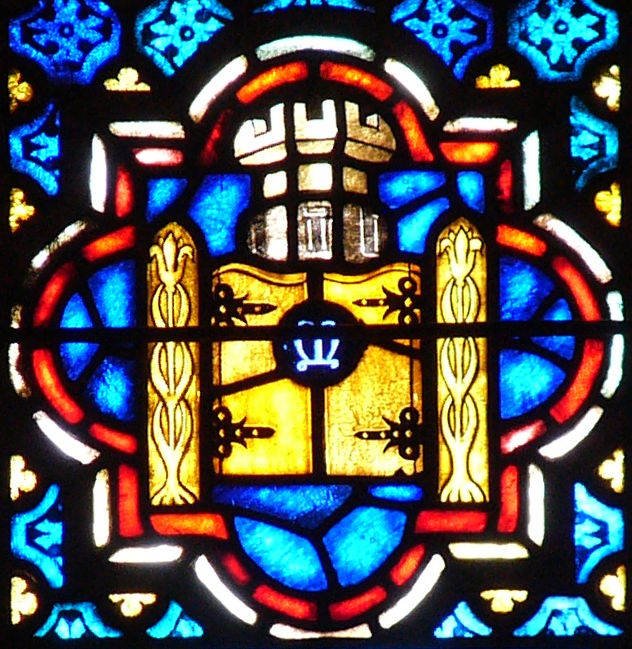
Vitrail moderne représentant une tour d'ivoire avec les symboles de Marie (la lettre M et les fleurs de lys)

Dans la tradition judéo-chrétienne, le terme « tour d'ivoire » est utilisé comme un symbole de noble pureté. Il tient ses origines du Cantique des Cantiques : 

« Ton cou : une tour d’ivoire. Tes yeux : les vasques de Heshbone à la porte de Bath-Rabbim, et ton nez, comme la Tour du Liban, sentinelle tournée vers Damas. »

— Dans le texte massorétique hébreu, il est situé au verset 7:5.
Il fait partie des titres donnés à Marie dans les litanies de Lorette du XVIe siècle (latin : turris eburnea), mais fut déjà utilisé bien avant, au XIIe siècle.
L'art chrétien, surtout dans les vitraux, a fréquemment utilisé l'image de la 'Tour d'ivoire' pour représenter la Vierge Marie. Ainsi dans l'Hortus conclusus.

## Usage moderne

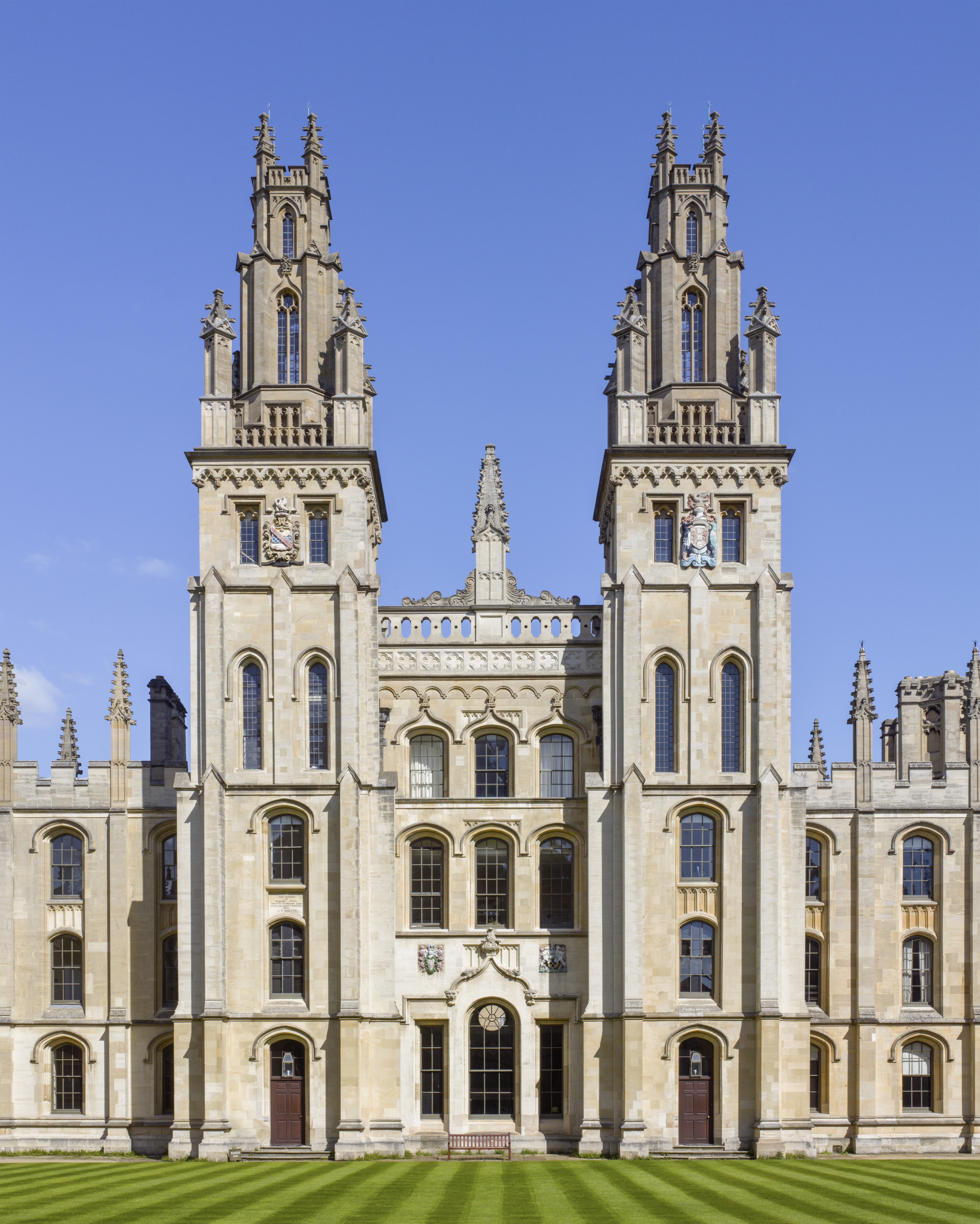
Hawksmoor Towers, All Souls College

Le terme a une connotation plutôt négative, aujourd'hui : elle insinue que des spécialistes sont tellement plongés dans leur domaine d'étude qu'ils ne trouvent souvent pas de langue véhiculaire avec les béotiens situés hors de leur « tour d'ivoire ». D'autant plus qu'ils ignorent le problème et vont jusqu'à accepter que même des personnes instruites ne peuvent les comprendre, s'enfermant ainsi dans une forme d'isolement intellectuel.
Dans le Cantique des Cantiques, Salomon loue les beautés de son aimée, et même si le sens biblique original n'est plus conservé dans son utilisation moderne, Charles-Augustin Sainte-Beuve semble tout de même se l'approprier; en effet, on trouve la première utilisation moderne de « tour d'ivoire » dans son sens familier d'un rêveur ingénu dans son poème de 1837, Pensées d'Août, à M. Villemain. Le critique littéraire et auteur français y utilise le terme « tour d'ivoire » pour décrire l'attitude poétique d'Alfred de Vigny en contraste avec celle, plus socialement engagée, de Victor Hugo : « Et Vigny, plus secret, Comme en sa tour d'ivoire, avant midi rentrait. »
L'écriture du dernier roman de Henry James, La Tour d'ivoire, est entamée en 1914 et inachevée à sa mort, deux ans plus tard. Faisant le parallèle avec sa propre expérience, il fait la chronique de l'effet du vide vulgaire du Gilded Age produit sur un personnage américain d'une grande élévation morale revenant et de la haute société à son retour au pays : « Vous semblez tous horriblement riches », dit le héros ; cette phrase porte deux sens : la moquerie d'un savant étourdi et l'admiration de quelqu'un qui est capable de vouer tous ses efforts à une noble cause (d'où, « ivoire », un matériau noble mais ne permettant pas de construire).
L'une des caractéristiques de la génération de 14, un mouvement littéraire espagnol du début du XXe siècle est le concept d'avant-garde esthétique, intellectuelle et sociale par lequel le changement doit venir « d'en haut », d'une minorité (Juan Ramón Jiménez rendit célèbre sa dédicace « a la minoría, siempre » — « à la minorité, toujours »), ce qui justifie le choix d'une littérature « difficile », pour minorités, élitiste et même évasive (c'est-à-dire une séparation entre la vie et la littérature qui fait évader l'artiste de la réalité en l'enfermant dans une « tour d'ivoire », où Juan Ramón lui-même essayait de s'abstraire de toute influence externe, même sensorielle, s'enfermant physiquement pour créer.
Dans la biographie d'Alan Turing, Andrew Hodges évoque le séjour de Turing à l'université de Princeton en 1936-1938 ainsi : « la tour du Graduate College était une réplique exacte du Magdalen College d'Oxford et était populairement appelé Tour d'Ivoire, à cause du bienfaiteur de Princeton, le Procter qui fabriquait le savon « Ivory » (ivoire en anglais). »
Dans l'essai de Randall Jarrell intitulé The End of the Line (1942), l'auteur affirme que si la poésie moderne parvient à survivre, les poètes devront descendre de la tour d'ivoire de composition élitiste. Le point principal de Jarrell est que la riche poésie de la période moderne dépendait beaucoup trop des références aux œuvres littéraires passées. Pour Jarrel, la tour d'ivoire a plongé la poésie moderne dans l'obscurité.

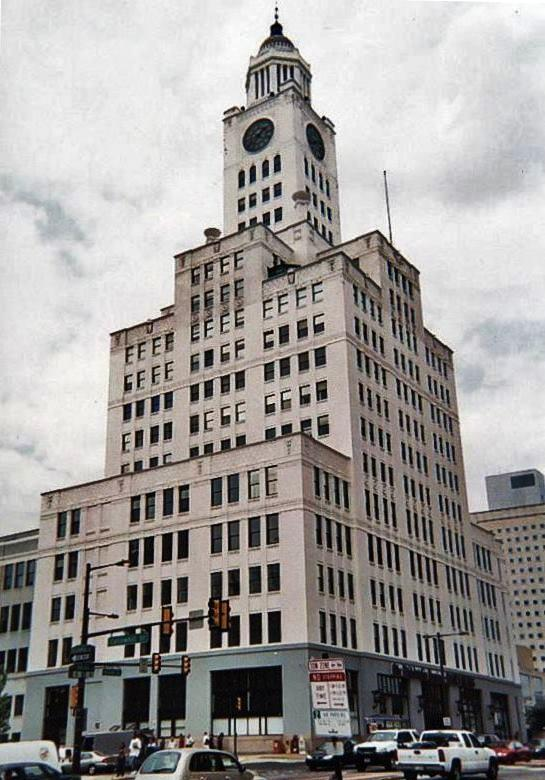
L'Elverson Building, ancien siège de The Philadelphia Inquirer, était connu comme « the Ivory Tower of Truth » (« la tour d'ivoire de la vérité »).

Une tour d'ivoire peut aussi être une entité de « raison, rationalité et structure rigide [qui] colonise le monde de l'expérience vécue », comme l'explique Kirsten J. Broadfoot dans un article au sujet des possibilités de communication organisationnelle post-coloniale. Cette communauté académique imaginée crée une ambiance d'exclusivité et de supériorité. Broadfoot le définit comme un groupe qui « fonctionne comme un club exclusif dont l'appartenance est étroitement contrôlée par ce qui peut être appelé un « modèle dominant ». » Dans son sens académique, cela mène à une « domination écrasante et disproportionnée » des États-Unis sur le monde occidental. La tour d'ivoire peut être dangereuse dans sa privatisation inhérente du savoir et de l'intellect. Les universitaires qui cherchent « une légitimité pour leurs écrits du cœur finissent par faire écho au ton édulcoré du Récit Maître ». Cela devient un processus cyclique, car les intellects défendent collectivement « la tour d'ivoire imaginaire ».
Les journalistes de Philadelphie travaillant pour d'autres journaux, appelaient ironiquement l'ancien siège du Philadelphia Inquirer, une tour art déco blanche appelée Elverson Building (en), « Ivory Tower of Truth » (« Tour d'Ivoire de la Vérité »),,.